# Erichsonella nordenskjoeldi
Erichsonella nordenskjoeldi là một loài chân đều trong họ Idoteidae. Loài này được Ohlin miêu tả khoa học năm 1901.